# Hełmówka grzybówkopodobna
Hełmówka grzybówkopodobna (Galerina jaapii A.H. Sm. & Singer) – gatunek grzybów należący do rodziny podziemniczkowatych (Hymenogastraceae).

## Systematyka i nazewnictwo
Pozycja w klasyfikacji według Index Fungorum: Galerina, Hymenogastraceae, Agaricales, Agaricomycetidae, Agaricomycetes, Agaricomycotina, Basidiomycota, Fungi.
Po raz pierwszy opisali go w 1955 roku Alexander Hanchett Smith i Rolf Singer wśród mchów w Niemczech. Synonim: Galerina jaapii f. mamillata A.H. Sm. & Singer 1955. Polską nazwę nadał Władysław Wojewoda w 2003 r.

## Morfologia
Kapelusz
O średnicy 6–18 mm, u młodych okazów szeroko stożkowaty, rozpostarty do płaskiego, rzadko z garbkiem. Powierzchnia naga, śliska, u młodych okazów prawie cynamonowobrązowa na środku lub na całej powierzchni, szybko zmieniająca kolor na płowy do ochrowopłowego na brzegu. Jest higrofaniczny; wyraźnie półprzezroczysty, prążkowany, blaknący na środku do różowopłowego.
Blaszki
Tępo przyrośnięte, dość rzadkie, szerokie, za młodu cynamonowopłowe, potem ciemno ochrowopłowe. Ostrza równe.
Trzon
Wysokość 30–100 mm, grubość 1–2,5 mm na szczycie, równy lub nieco poszerzony ku dołowi. Powierzchnia naga i wilgotna, z wyjątkiem cienkiego, białego, prawie błoniastego pierścienia, początkowo w pobliżu wierzchołka lub na całej powierzchni miodowa, z wiekiem ochrowobrązowa w dolnej połowie.
Miąższ
Bardzo miękki i wodnisty, bez zapachu i smaku.
Cechy mikroskopowe
Bazydiospory (9) 10–13(15) × 6–7 μm, w widoku z boku wąsko nierównoboczne, delikatnie chropowate na całej powierzchni z wyjątkiem gładkiej plamki nad wyrostkiem wnęki. Podstawki 2-zarodnikowe. Pleurocystyd i pilocystyd brak. Cheilocystydy 36–54 × 8–11 μm, nieco wybrzuszone od spodu, z szyjką o średnicy 4–6 μm. Mają gruby i tępy lub główkowaty wierzchołek o średnicy 5–10 μm, bezbarwny, ale często w KOH z refrakcyjnym materiałem ziarnistym. Sprzążki obecne.

## Występowanie i siedlisko
Podano stanowiska w Europie, Ameryce Północnej i Azji. W piśmiennictwie naukowym na terenie Polski do 2003 r. podano kilka stanowisk, w późniejszych latach podano następne.
Naziemny saprotrof występujący na podmokłych miejscach w lasach i torfowiskach wśród mchów i resztek roślinnych.